# Lysipomia hirta
Lysipomia hirta är en klockväxtart som beskrevs av Franz Elfried Wimmer. Lysipomia hirta ingår i släktet Lysipomia och familjen klockväxter.
Artens utbredningsområde är Peru. Inga underarter finns listade i Catalogue of Life.